# 294-я стрелковая дивизия
294-я стрелковая Черкасская Краснознамённая орденов Суворова, Кутузова и Богдана Хмельницкого дивизия — воинское соединение РККА в Великой Отечественной войне.

## История
Формировалась с июля 1941 года в Липецке.
В действующей армии с 10 сентября 1941 по 8 мая 1943, с 25 августа 1943 по 5 сентября 1944 и с 30 октября 1944 по 11 мая 1945 года.
С 6 сентября 1941 года эшелонами перебрасывается к южному берегу Ладожского озера (вместо 314-й стрелковой дивизии спешно перенаправленной в район Олонца), где к 13 сентября 1941 года разгрузилась на станциях Волховстрой и Скит и поступила в резерв 54-й армии. Вводилась в бой по частям, так, 857-й стрелковый полк с 18 сентября по 4 октября 1941 года штурмует Вороново и Тортолово, находясь в оперативном подчинении 1-й горнострелковой бригады, потеряв в этих боях 1033 человека. В октябре 1941 года, во время 2-й Синявинской операции, держит оборону в районе Гайтолово, затем до марта 1942 года ведёт бои приблизительно в том же районе.
В первой декаде марта 1942 года переподчинена 54-й армии, насчитывая на 11 марта 1942 года всего 1503 активных штыка, выдвинута на рубеж боёв войск 54-й армии по железной дороге между Погостьем и Киришами. 12 марта 1942 года перейдя в наступление, дивизия во взаимодействии с 16-й танковой бригадой одним внезапным ударом сумела овладеть опорным пунктом в деревне Шала и закрепить его за собой. С боями продвигается до реки
Летом 1942 года была снята с обороны под деревней Смердынкой, выведена на некоторое время на оборонительные позиции севернее, по реке Назия во второй эшелон, пополнена, а затем переведена севернее железнодорожной линии Ленинград — Волховстрой и передана в готовящуюся к участию в Синявинской операции 1942 года 2-ю ударную армию. В первые дни сентября 1942 года выступила с места сосредоточения и введена в прорыв у Гайтолово, созданный войсками 8-й армии, и начала наступление на Синявино. В тяжёлых боях у Синявино понесла большие потери, а затем и вовсе была окружена, пытаясь встать на пути наступавшей с севера группировки немецких войск, но была смята и оттеснена в кольцо окружения. С 28 по 30 сентября 1942 года выходит из окружения в районе Гайтолово, в том же месте, где и вводилась в прорыв. В ходе боёв потеряла 6934 человека из 7288, вступивших в бой
Из воспоминаний М. К. Кудрявцева, ветерана дивизии

Кончались боеприпасы, продовольствие. В котелках варили мясо наших коней, убитых две недели назад. Из окружения прорывались с боем. Прорвались немногие. Из артиллерийского полка, в котором я служил, вышло около 30 человек. В моей батарее — я был тогда заместителем комбата — вышли 9 человек из 57, из них 5 — тяжело раненых.— http://www.kunstkamera.ru/images/history/65/pdf/kudriavcev.pdf
После выхода остатков дивизии из окружения фактически формировалась заново и в конце 1942 года заняла оборону на Волховском фронте в районе болота Соколий мох между Погостьем и Киришами. По директиве Ставки ВГК от 3 мая 1943 года с 4 мая 1943 года выводится в резерв в район Вышнего Волочка, где с 15 мая 1943 года должна была быть включена в состав 68-й армии, но уже 4 мая 1943 года переподчинена 52-й армии.
В июне 1943 года переброшена в район Воронежа, в августе 1943 года — под Ахтырку, откуда в первые дни сентября 1943 года введена в наступление. С боями преследуя отступающие войска противника, дивизия приняла участие в освобождении Миргорода, Хорола, посёлка Ираклиев и к концу сентября 1943 года вышла к Днепру
В первые дни октября 1943 года переправляется через Днепр напротив устья реки Рось на плацдарм, созданный у села Крещатик и вступает там в бои за расширение плацдарма, пытаясь развить наступление на Черкассы. Однако в течение более чем месячных боёв прорвать оборону противника здесь не удалось. С 6 ноября 1943 года войска армии с плацдарма передислоцировались на левый берег Днепра на новое выбранное место для наступления на Черкассы, а дивизия, совместно с 438-м истребительно-противотанковым артиллерийским полком, приняв полосы обороны у других соединений, осталась на обороне плацдарма севернее села Крещатик. В ходе наступления истребительно-противотанковый полк, а также остававшиеся на плацдарме подразделения 568-го пушечного артиллерийского полка, 17-го гвардейского миномётного полка и подразделения дивизионной артиллерии были сняты с плацдарма для участия в наступлении. 13 ноября 1943 года с плацдарма также снят был 861-й стрелковый полк и также был использован в наступлении, а к 17 ноября 1943 года и 859-й стрелковый полк. Таким образом, только 857-й стрелковый полк остался на обороне плацдарма близ Крещатика.
Дивизия вместе с переданным ей 929-м стрелковым полком 254-й стрелковой дивизии получила задачу совместно с группой высаженных с самолётов десантников овладеть Секирной, очистить от противника лес южнее Свидовок и выйти на рубеж Елизаветовка, Геронимовка. Утром 17 ноября 1943 года главные силы дивизии перешли в наступление на Секирну, и отражая настойчивые контратаки противника, поддержанные танками, 18 ноября 1943 года овладели Секирной, а к исходу 18 ноября 1943 года вышли на рубеж Елизаветовка, Будище, Геронимовка. С 23 ноября 1943 года одним полком дивизия переходит в наступление с целью овладения Дубиевкой, Русской Поляной, а вторым прикрывает фланг армии от возможного удара со стороны Мошны. К 24 ноября 1943 года на плацдарме близ села Крещатик оставался всего один батальон дивизии: остальные части были втянуты в бои за Черкассы.
С 26 ноября 1943 года дивизия в составе 861-го стрелкового полка, двух батальонов 857-го стрелкового полка, 1239-го стрелкового полка 373-й стрелковой дивизии, 1-го дивизиона 490-го армейского миномётного полка и одного дивизиона артиллерийского полка 373-й стрелковой дивизии получила задачу, нанося главный удар в направлении колхоза имени Шевченко, овладеть северо-западной частью Черкасс. В ходе наступления в ночь на 28 ноября 1943 года достигла северо-западной окраины Черкасс и продолжала развивать наступление к центру города, а к вечеру того же дня полностью заняла северо-западную часть города. Ведёт уличные бои в Черкассах вплоть до освобождения города 14 декабря 1943 года, после чего продвинулась несколько западнее Черкасс в направлении Смелы, но уже 15 декабря 1943 года была остановлена. В ходе ведения боевых действий в районе с. Свидовок Черкасского района Черкасской обл. отличился 350-й отдельный истребительно-противотанковый дивизион. Отражая атаку противника, батареи дивизиона уничтожили 5 танков, штурмовое орудие и до двух взводов солдат.
Возобновила наступление 5 января 1944 года, форсировала Тясмин и даже вышла на окраины Смелы, но дальше продвинуться не смогла и с 16 января 1944 года перешла к обороне. В ходе Корсунь-Шевченковской операции, начавшейся 24 января 1944 года, введена в бой вторым эшелоном, с боями преследует противника, отходящего к Корсунь-Шевченковскому и 14 февраля 1944 года участвует в его освобождении.
В ходе Уманско-Ботошанской операции 5 марта 1944 года переходит в наступление из района юго-западнее Звенигородки на Поповку и далее на Умань. Прорвав оборону противника, вышла к Умани и 10 марта 1944 года приняла участие в освобождении города. Не задерживаясь в Умани, дивизия приступила к преследованию противника, 12 марта 1944 года форсировала реку Южный Буг в районе села Джулинка, 18 марта 1944 года дивизия вышла к Днестру и 19—20 марта 1944 года форсирует Днестр в районе села Михайловка (Ямпольский район Винницкой области и подошла к Бельцам. После нескольких дней тяжёлых боёв 26 марта 1944 года, дивизия взяла город. 24 марта 1944 года полки дивизии также вышли к реке Прут
В течение апреля — мая 1944 года ведёт тяжёлые наступательные и оборонительные бои севернее Ясс, так на 5 апреля 1944 года ведёт бой у населённого пункта Дорубанц в 18 километрах севернее Ясс. У населённого пункта Чужа Вода (7 км сев. города Яссы, Румыния), находясь в окружении, батареи 350-го отдельного истребительно-противотанкового дивизиона уничтожили 4 танка, 5 БТР, 7 пулемётов и много гитлеровцев.
В наступление перешла 20 августа 1944 года в ходе Ясско-Кишинёвской операции, принимала активное участие в освобождении Ясс 21 августа 1944 года, затем наступает в направлении на Васлуй, и весь конец августа 1944 года ведёт тяжёлые бои в районе Хуши, Бырлад с окружённой восточнее Прута группировкой войск противника. 5 сентября 1944 года вместе с армией выведена в резерв, передислоцирована в район Владимир-Волынского, где пополнялась и доукомплектовывалась, а затем в Польшу в район Розвадув, Ежове, Рудник.
В январе 1945 года участвует в Сандомирско-Силезской операции. Наступала с Сандомирского плацдарма приблизительно из района Земблице с 12 января 1945 года. В ходе операции последовательно ведёт бои за Хмельник, Новы-Селец, форсирует Ниду и Пилицу, Варту, 18 января 1945 года освобождает Дзелошин и в это же день выходит на границу с Германией в 15,5 километрах юго-западнее Велюни. Продолжая наступление, с юго-востока подходит к Ёльсу (ныне Олесница) и 25 января 1945 года участвует в его освобождении. Вышла на подступы к Бреслау, но штурм крепости не удался, 28 января 1945 года дивизия захватывает плацдармы на Одере северо-западнее Бреслау и ведёт бои за его расширение. С 8 февраля 1945 года дивизия переходит в наступление в общем направлении на Лигниц — Гёрлиц в ходе Нижне-Силезской операции, на 12 февраля 1945 года ведёт бой за Бунцлау, в течение марта и начала апреля 1945 года ведёт бои под Бреслау.
С 17 апреля 1945 года дивизия начала погрузку на автомобили и введена в прорыв на дрезденском направлении, проследовав через Ниски к Вейсенбергу, для усиления группировки войск 52-й армии, ведущей бои в прорыве в районе Баутцена и пытающейся развить наступление на Дрезден. Дивизия на автомобилях была ввезена в формирующееся окружение, так как 20 апреля 1945 года немецкие войска отрезали дивизию вместе с 254-й стрелковой дивизией и 7-м гвардейским механизированным корпусом. Дивизия вместо наступления была вынуждена развернуться и перейти к обороне фронтом на восток, на западном фланге немецкого клина. На 22 апреля 1945 года занимала оборону на рубеже Зерка, Вейсенберг, Занд-Ферстген. После того, как немецкие войска перерезали ещё и дорогу Вейсенберг — Баутцен, дивизия получила задачу частью сил оборонять Вейсенберг, а частью сил пробиваться в направлении Баутцена, на что был отряжён 859-й стрелковый полк. Полк сумел с тяжёлыми боями пройти половину пути до Баутцена и ворваться в Вюршен, но 23 апреля 1945 года последовал контрудар противника из района Лауске, в результате чего 859-й стрелковый полк был отрезан от основных сил дивизии, которая сама была в окружении. В результате вклинения противника между Вейсенбергом и Баутценом тыловые части 294-й стрелковой дивизии потеряли почти весь транспорт.
Утром 24 апреля 1945 года дивизия приступила к прорыву из Вейсенберга на соединение с частями 52-й армии. Попытка оказалось удачной, и дивизия сумела выйти к своим в полосе 116-й стрелковой дивизии. Потери соединения за четыре дня боёв составили составили 1358 человек, из них 105 человек убитыми, 215 ранеными и 1038 пропавшими без вести.
После приведения себя в порядок, дивизия вновь переброшена под Бреслау и участвует в принятии капитуляции крепости 6 мая 1945 года.
После этого с 8 мая 1945 года дивизия участвует в Пражской операции, участвовала в боях за город Гёрлиц, освобождении Либереца и закончила свой боевой путь 11 мая 1945 года в районе города Млада-Болеслав.
В 1946 году дивизия была переименована во Львове, став 24-й стрелковой дивизией по расформировании последней.

## Состав
- 857-й стрелковый полк
- 859-й стрелковый полк
- 861-й стрелковый полк
- 849-й артиллерийский полк
- 350-й отдельный истребительно-противотанковый дивизион (350-й отдельный самоходно-артиллерийский дивизион)
- 369-я отдельная разведывательная рота
- 565-й отдельный сапёрный батальон
- 745-й отдельный батальон связи (755-я отдельная рота связи)
- 313-й медико-санитарный батальон
- 378-я отдельная рота химический защиты
- 740-я автотранспортная рота
- 286-я (397-я) полевая хлебопекарня
- 666-й дивизионный ветеринарный лазарет
- 967-я (72517-я) полевая почтовая станция
- 851-я полевая касса Госбанка

Перечень № 5 Стрелковых, горнострелковых, мотострелковых и моторизованных дивизий, входивших в состав действующей армии в годы Великой Отечественной войны 1941—1945 гг. / А. П. Покровский. — М.: Министерство обороны, 1956. — 218 с.

## Подчинение
| Дата            | Фронт (округ)           | Армия      | Корпус                 | Примечания |
| --------------- | ----------------------- | ---------- | ---------------------- | ---------- |
| 01.08.1941 года | Орловский военный округ | —          | —                      | —          |
| 01.09.1941 года | Резерв Ставки ВГК       | —          | —                      | —          |
| 01.10.1941 года | Ленинградский фронт     | 54-я армия | —                      | —          |
| 01.11.1941 года | Ленинградский фронт     | 54-я армия | —                      | —          |
| 01.12.1941 года | Ленинградский фронт     | 54-я армия | —                      | —          |
| 01.01.1942 года | Ленинградский фронт     | 54-я армия | —                      | —          |
| 01.02.1942 года | Ленинградский фронт     | 8-я армия  | —                      | —          |
| 01.03.1942 года | Ленинградский фронт     | 8-я армия  | —                      | —          |
| 01.04.1942 года | Ленинградский фронт     | 54-я армия | —                      | —          |
| 01.05.1942 года | Ленинградский фронт     | 54-я армия | —                      | —          |
| 01.06.1942 года | Ленинградский фронт     | 54-я армия | —                      | —          |
| 01.07.1942 года | Волховский фронт        | 54-я армия | —                      | —          |
| 01.08.1942 года | Волховский фронт        | 54-я армия | —                      | —          |
| 01.09.1942 года | Волховский фронт        | 54-я армия | —                      | —          |
| 01.10.1942 года | Волховский фронт        | —          | —                      | —          |
| 01.11.1942 года | Волховский фронт        | 54-я армия | —                      | —          |
| 01.12.1942 года | Волховский фронт        | 54-я армия | —                      | —          |
| 01.01.1943 года | Волховский фронт        | 54-я армия | —                      | —          |
| 01.02.1943 года | Волховский фронт        | 54-я армия | —                      | —          |
| 01.03.1943 года | Волховский фронт        | 54-я армия | —                      | —          |
| 01.04.1943 года | Волховский фронт        | 54-я армия | —                      | —          |
| 01.05.1943 года | Волховский фронт        | 54-я армия | —                      | —          |
| 01.06.1943 года | Резерв Ставки ВГК       | 52-я армия | —                      | —          |
| 01.07.1943 года | Резерв Ставки ВГК       | 52-я армия | —                      | —          |
| 01.08.1943 года | Резерв Ставки ВГК       | 52-я армия | —                      | —          |
| 01.09.1943 года | Воронежский фронт       | 52-я армия | 73-й стрелковый корпус | —          |
| 01.10.1943 года | Воронежский фронт       | 52-я армия | 73-й стрелковый корпус | —          |
| 01.11.1943 года | 2-й Украинский фронт    | 52-я армия | 73-й стрелковый корпус | —          |
| 01.12.1943 года | 2-й Украинский фронт    | 52-я армия | 73-й стрелковый корпус | —          |
| 01.01.1944 года | 2-й Украинский фронт    | —          | —                      | —          |
| 01.02.1944 года | 2-й Украинский фронт    | 52-я армия | 73-й стрелковый корпус | —          |
| 01.03.1944 года | 2-й Украинский фронт    | 52-я армия | 78-й стрелковый корпус | —          |
| 01.04.1944 года | 2-й Украинский фронт    | 52-я армия | 73-й стрелковый корпус | —          |
| 01.05.1944 года | 2-й Украинский фронт    | 52-я армия | 78-й стрелковый корпус | —          |
| 01.06.1944 года | 2-й Украинский фронт    | 52-я армия | 48-й стрелковый корпус | —          |
| 01.07.1944 года | 2-й Украинский фронт    | 52-я армия | 48-й стрелковый корпус | —          |
| 01.08.1944 года | 2-й Украинский фронт    | 52-я армия | 48-й стрелковый корпус | —          |
| 01.09.1944 года | 2-й Украинский фронт    | 52-я армия | 73-й стрелковый корпус | —          |
| 01.10.1944 года | Резерв Ставки ВГК       | 52-я армия | 73-й стрелковый корпус | —          |
| 01.11.1944 года | 1-й Украинский фронт    | 52-я армия | 73-й стрелковый корпус | —          |
| 01.12.1944 года | 1-й Украинский фронт    | 52-я армия | 73-й стрелковый корпус | —          |
| 01.01.1945 года | 1-й Украинский фронт    | 52-я армия | 73-й стрелковый корпус | —          |
| 01.02.1945 года | 1-й Украинский фронт    | 52-я армия | 73-й стрелковый корпус | —          |
| 01.03.1945 года | 1-й Украинский фронт    | 6-я армия  | —                      | —          |
| 01.04.1945 года | 1-й Украинский фронт    | 6-я армия  | 74-й стрелковый корпус | —          |
| 01.05.1945 года | 1-й Украинский фронт    | 52-я армия | 73-й стрелковый корпус | —          |

## Командиры
- Мартынчук, Николай Моисеевич (10.07.1941 — 28.10.1941), полковник;
- Кичкайлов, Александр Алексеевич (31.10.1941 — 22.03.1942), полковник (погиб 23.03.1942);
- Радыгин, Пётр Иванович (24.03.1942 — 30.07.1942), полковник;
- Виноградов, Николай Андрианович (31.07.1942 — 06.10.1942), полковник; (осуждён к расстрелу за потери в Синявинской операции, высшая мера наказания заменена понижением в должности)
- Вержбицкий, Виктор Антонович (07.10.1942 — 27.01.1943), подполковник;
- Сергеев, Леонид Гаврилович (28.01.1943 — 05.06.1944), полковник;
- Перепелица, Иван Александрович (06.06.1944 — 16.03.1945), полковник;
- Короленко, Григорий Федотович (17.03.1945 — 11.05.1945), полковник.

## Награды и наименования
| Награда (наименование)                | Дата                 | За что награждена |
| ------------------------------------- | -------------------- | --- |
| Почетное наименование «Черкасская»    | 14 декабря 1943 года | присвоено приказом Верховного Главнокомандующего от 14 декабря 1943 года за отличные боевые действия и массовый героизм воинов в боях за освобождение города Черкассы |
| Орден Богдана Хмельницкого II степени | 26 февраля 1944 года | награждена указом Президиума Верховного Совета СССР от 26 февраля 1944 года за образцовое выполнение боевых заданий командования в боях по завершению уничтожения окруженной группировки немецких захватчиков в районе города Корсунь-Шевченковский и проявленные при этом доблесть и мужество. |
| Орден Красного Знамени                | 8 апреля 1944 года   | награждена указом Президиума Верховного Совета СССР от 8 апреля 1944 года за образцовое выполнение заданий командования при форсировании Днестра, овладение городом и важным железнодорожным узлом Бельцы, выход на государственную границу и проявленные при этом доблесть и мужество.         |
| Орден Суворова II степени             | 24 апреля 1944 года  | награждена указом Президиума Верховного Совета СССР от 24 апреля 1944 года за образцовое выполнение боевых заданий командования при прорыве обороны протианика и за форсирование реки Прут и проявленные при этом доблесть и мужество.                                                          |
| Орден Кутузова II степени             | 19 февраля 1945 года | награждена указом Президиума Верховного Совета СССР от 19 февраля 1945 года за образцовое выполнение заданий командования в боях с немецкими захватчиками, за овладение городами Острув и Ельс и проявленные при этом доблесть и мужество.                                                      |

Награды частей дивизии:
- 857-й стрелковый Краснознамённый[8] ордена Кутузова[9] полк
- 859-й стрелковый Ясский[10] ордена Суворова[8] полк
- 861-й стрелковый Краснознамённый[11] ордена Суворова[12] полк
- 849-й артиллерийский Ясский[10] Краснознамённый[8] полк

## Отличившиеся воины дивизии
| Награда | Ф. И. О.                       | Должность                                                                                        | Звание            | Дата награждения      | Примечания                                                                                       |
| ------- | ------------------------------ | ------------------------------------------------------------------------------------------------ | ----------------- | --------------------- | ------------------------------------------------------------------------------------------------ |
|         | Богдан, Дмитрий Филиппович     | Командир 565-го отдельного сапёрного батальона                                                   | капитан           | 24.03.1945            | посмертно, погиб 20.03.1945                                                                      |
|         | Ахтямов, Хасан Багдеевич       | Стрелок 1-й стрелковой роты 857-го стрелкового полка                                             | красноармеец      | 13.09.1944            | посмертно, погиб 30.05.1944, бросившись с гранатой под танк                                      |
|         | Вавилин, Сергей Михайлович     | Разведчик-наблюдатель 350-го отдельного самоходно-артиллерийского дивизиона                      | красноармеец      | 27.06.1945            | погиб 08.05.1945                                                                                 |
|         | Горбанев, Николай Кузьмич      | Командир батареи 350-го отдельного истребительного противотанкового дивизиона                    | капитан           | 13.09.1944            |                                                                                                  |
|         | Гуданов, Евгений Алексеевич    | Командир взвода разведки 857-го стрелкового полка                                                | лейтенант         | 13.09.1944            | посмертно, погиб в марте 1944                                                                    |
|         | Гудеменко, Николай Иванович    | Наводчик орудия 849-го артиллерийского полка                                                     | сержант           | 10.04.1945            | —                                                                                                |
|         | Гуриненко, Никита Трофимович   | Пулемётчик 859-го стрелкового полка                                                              | красноармеец      | 13.09.1944            | посмертно, погиб 28.04.1944                                                                      |
|         | Гущин, Николай Фёдорович       | Командир стрелковой роты 857-го стрелкового полка                                                | младший лейтенант | 24.03.1945            | посмертно, погиб 16.07.1944                                                                      |
|         | Дьячков, Александр Васильевич  | Командир отделения взвода пешей разведки 861-го стрелкового полка                                | младший сержант   | 10.04.1945            | —                                                                                                |
|         | Егоров, Михаил Артёмович       | помощник командира взвода пешей разведки 861-го стрелкового полка                                | старший сержант   | 13.09.1944            | —                                                                                                |
|         | Егоров, Тихон Андреевич        | Командир орудия 849-го артиллерийского полка                                                     | сержант           | 10.04.1945            | погиб в апреле 1945                                                                              |
|         | Загребин, Степан Васильевич    | старшина роты автоматчиков 859-го стрелкового полка                                              | сержант           | 13.09.1944            | посмертно, погиб 28.03.1944                                                                      |
|         | Запорожец, Сергей Степанович   | Заряжающий миномёта 861-го стрелкового полка                                                     | красноармеец      | 13.09.1944            | —                                                                                                |
|         | Зверев, Иван Зиновьевич        | командир роты 861-го стрелкового полка                                                           | лейтенант         | 13.09.1944            | посмертно, погиб 29.03.1944                                                                      |
|         | Иванов, Владимир Алексеевич    | Разведчик-наблюдатель 350-го отдельного самоходно-артиллерийского дивизиона                      | красноармеец      | 27.06.1945            | погиб 08.05.1945                                                                                 |
|         | Искаков, Капай                 | Командир отделения 861-го стрелкового полка                                                      | сержант           | 13.09.1944            | —                                                                                                |
|         | Каирский, Николай Николаевич   | Старшина роты противотанковых ружей 350-го отдельного истребительно-противотанкового дивизиона   | старший сержант   | 27.06.1945            | —                                                                                                |
|         | Капралов, Пётр Андреевич       | Командир 859-го стрелкового полка                                                                | подполковник      | 13.09.1944            | —                                                                                                |
|         | Комаров, Николай Васильевич    | Наводчик орудия 849-го артиллерийского полка                                                     | сержант           | 10.04.1945            | пропал без вести в апреле 1945                                                                   |
|         | Копылов, Николай Иосифович     | командир отделения 859-го стрелкового полка                                                      | старший сержант   | 13.09.1944            | посмертно, погиб 25.03.1944                                                                      |
|         | Кузьмин, Дмитрий Семёнович     | заместитель командира батальона по политчасти 859-го стрелкового полка                           | капитан           | 13.09.1944            | посмертно, погиб 01.04.1944                                                                      |
|         | Лоскутов, Степан Петрович      | Командир взвода 857-го стрелкового полка                                                         | старший сержант   | 06.02.1942            | умер от ран 16.02.1942. Снайпер, к моменту награждения на счету 117 солдат и офицеров противника |
|         | Мирошниченко, Сергей Елисеевич | Разведчик взвода пешей разведки 857-го стрелкового полка                                         | красноармеец      | 24.03.1945            | —                                                                                                |
|         | Молотков, Владимир Михайлович  | Командир взвода управления батареи 849-го артиллерийского полка                                  | лейтенант         | 22.02.1944            | погиб 12.12.1943                                                                                 |
|         | Назаров, Александр Максимович  | Командир отделения 369-й отдельной разведроты                                                    | старший сержант   | 13.09.1944            | —                                                                                                |
|         | Новожилов, Василий Филиппович  | Командир батальона 861-го стрелкового полка                                                      | капитан           | 13.09.1944            | —                                                                                                |
|         | Остапенко, Иосиф Васильевич    | командир миномётного взвода 859-го стрелкового полка                                             | лейтенант         | 13.09.1944            |                                                                                                  |
|         | Подзигун, Григорий Саввович    | Наводчик миномёта батареи 120-мм миномётов 857-го стрелкового полка                              | сержант           | 27.06.1945            | —                                                                                                |
|         | Подневич, Валентин Афанасьевич | Командир батареи 849-го артиллерийского полка                                                    | старший лейтенант | 17.05.1944            | посмертно, погиб 05.12.1943                                                                      |
|         | Постников, Павел Андреевич     | Командир противотанкового орудия 350-го отдельного истребительно-противотанкового дивизиона      | старший сержант   | 01.05.1944 08.11.1944 | —                                                                                                |
|         | Рожнев, Николай Михайлович     | командир отделения 859-го стрелкового полка                                                      | сержант           | 13.09.1944            | посмертно, умер от ран 27.03.1944                                                                |
|         | Рудаков, Александр Петрович    | Командир отделения разведки 849-го артиллерийского полка                                         | сержант           | 10.04.1945            | —                                                                                                |
|         | Рыбалко, Василий Иванович      | Командир миномётного расчёта 861-го стрелкового полка                                            | сержант           | 13.09.1944            | —                                                                                                |
|         | Скрипин, Михаил Николаевич     | Командир взвода 565-го отдельного сапёрного батальона                                            | лейтенант         | 24.03.1944            | посмертно, погиб 24.11.1943                                                                      |
|         | Суриков, Алексей Павлович      | Командир взвода ПТР 350-го отдельного истребительно-противотанкового дивизиона                   | старшина          | 22.02.1944            | посмертно, подорвал себя гранатой, вместе с окружившими солдатами противника                     |
|         | Сыркин, Иван Спиридонович      | исполняющий обязанности командир взвода 859-го стрелкового полка                                 | старшина          | 13.09.1944            | погиб 30.05.1944                                                                                 |
|         | Тарасов, Николай Арсентьевич   | Командир роты 857-го стрелкового полка                                                           | лейтенант         | 24.03.1945            | погиб 23.04.1945                                                                                 |
|         | Тюлин, Александр Степанович    | Командир орудия 350-го отдельного истребительного противотанкового дивизиона                     | старший сержант   | 13.09.1944            | —                                                                                                |
|         | Уколов, Михаил Васильевич      | Командир роты 861-го стрелкового полка                                                           | лейтенант         | 13.09.1944            | посмертно, погиб 10.02.1944                                                                      |
|         | Хоменко, Иван Федотович        | Командир отделения 857-го стрелкового полка                                                      | старшина          | 13.09.1944            | —                                                                                                |
|         | Чекаль, Кузьма Фомич           | Разведчик 857-го стрелкового полка                                                               | красноармеец      | 13.09.1944            | посмертно, погиб 21.03.1944                                                                      |
|         | Чиковани, Вахтанг Владимирович | Начальник химической службы 861-го стрелкового полка                                             | старший лейтенант | 13.09.1944            | —                                                                                                |
|         | Шарипов, Исмат                 | Стрелок 2-го стрелкового батальона 861-го стрелкового полка                                      | красноармеец      | 13.09.1944            | —                                                                                                |
|         | Шубин, Андрей Сергеевич        | командир роты противотанковых ружей 350-го отдельного истребительного противотанкового дивизиона | капитан           | 13.09.1944            | —                                                                                                |
|         | Шувалов, Николай Иванович      | Командир батальона 861-го стрелкового полка                                                      | капитан           | 13.09.1944            | погиб 12.01.1945                                                                                 |
|         | Юдин, Кузьма Ефимович          | Командир отделения разведки 849-го артиллерийского полка                                         | старший сержант   | 15.05.1946            | в апреле 1945 года пропал без вести                                                              |
|         | Юфимов, Иван Степанович        | Командир отделения роты ПТР 350-го отдельного истребительного противотанкового дивизиона         | старший сержант   | 13.09.1944            | —                                                                                                |
|         | Язовских, Иван Семёнович       | Командир отделения роты ПТР 350-го отдельного истребительного противотанкового дивизиона         | старший сержант   | 13.09.1944            | —                                                                                                |